# Le Petit Dauphinois
Le Petit Dauphinois è stato un quotidiano francese pubblicato a Grenoble nel 1878. Era diffuso nei dipartimenti dell'Isère, della Savoia e dell'Alta Savoia.

## Storia

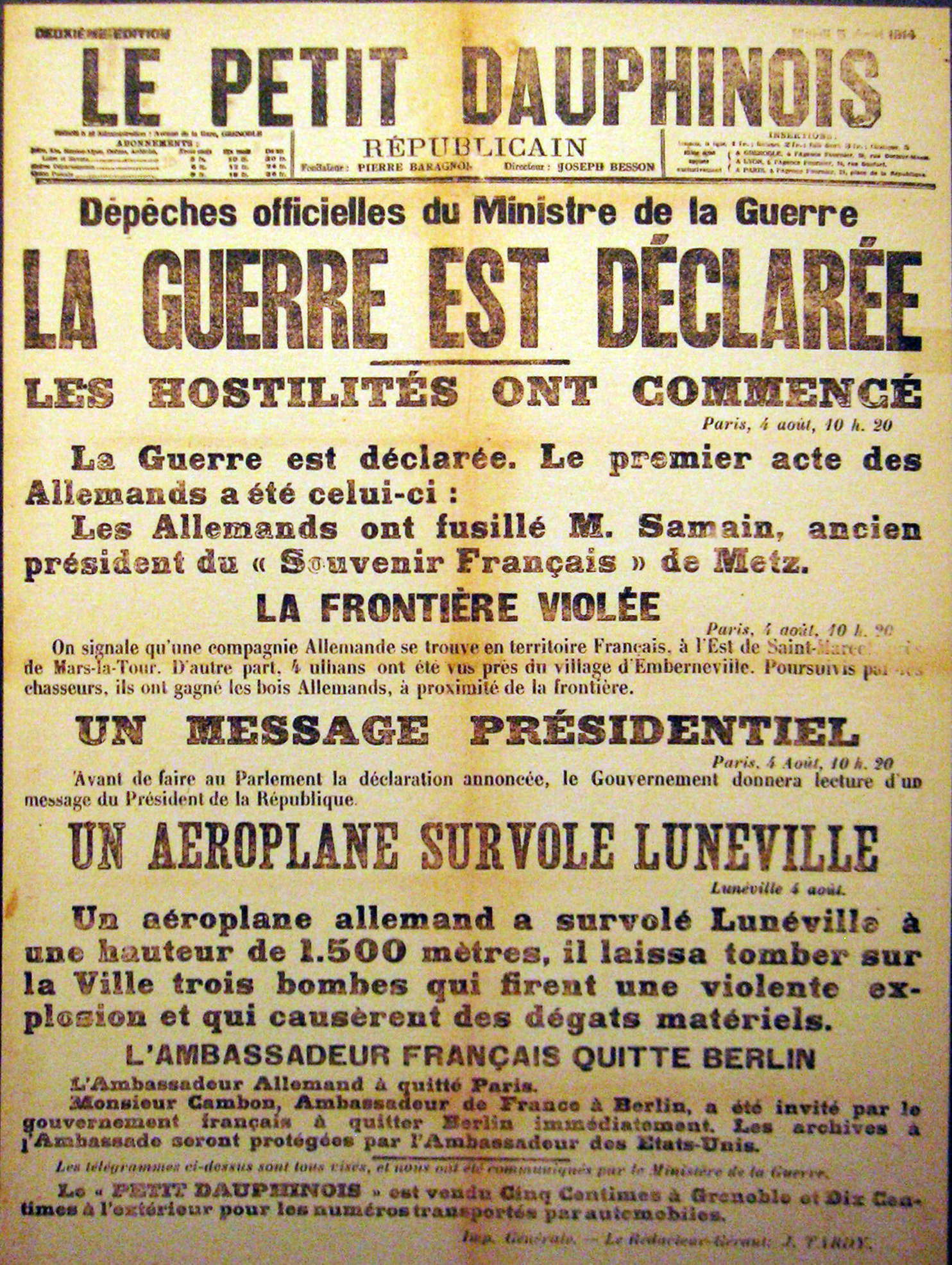
Prima pagina dell'edizione del 3 agosto 1914.

Il giornale fu fondato il 29 dicembre 1878 dal politico e giornalista Pierre Baragnon.
Il 19 giugno 1940 Le Petit Dauphinois, insieme a Le Progrès di Lione, Marseille Matin, Le Petit Marseillais e Le Petit Provençal, pubblicò l'appello del generale de Gaulle trasmesso il giorno prima da Londra.
Dopo l'armistizio del 22 giugno 1940 però, la redazione del giornale intraprese una linea favorevole al governo collaborazionista di Philippe Pétain.
Nel marzo 1941, il direttore del quotidiano Jean Fangeat scriveva in occasione dell'arrivo del maresciallo Pétain a Grenoble, allora situata nella zona libera: “Il maresciallo è là. Si impossesserà della nostra città e dei nostri cuori.". La prima pagina del giornale del 20 marzo 1941 è univoca poiché si riferisce esclusivamente alla visita del maresciallo Pétain a Grenoble e comprende tre grandi fotografie, una delle quali scattata mentre il corteo passa davanti alla sede del giornale, ben riconoscibile e reca un enorme ritratto del Maresciallo.
Il 1 agosto 1944, Georges Biessy, segretario generale del giornale, fu giustiziato da un gruppo di partigiani (gruppi franchi dell'Isère) a casa di Marcel Besson, proprietario del giornale, che fu invece risparmiato. Non appena Grenoble e la valle dell'Isère furono liberate il 22 agosto 1944, il comitato dipartimentale di Liberazione nazionale sospese la pubblicazione di tre giornali di Grenoble, tra cui Le Petit Dauphinois, la cui proprietà fu posta sotto sequestro in applicazione dell'ordinanza del CFLN di Algeri del 22 giugno 1944.
Il giorno dopo fu rimpiazzato da Les Allobroges, un giornale promosso dalla Resistenza locale, poi l'anno seguente, il 7 settembre 1945, da Le Dauphiné libéré, fondato da sette ex membri della Resistenza. Les Allobroges cesserà le sue pubblicazioni nel 1958.